# Слобідка (Болградський район)
Слобі́дка — село Тарутинської селищної громади в Болградському районі Одеської області в Україні. Населення становить 289 осіб.

## Історія
Указом Президії Верховної Ради УРСР від 14 листопада 1945 року село Мінчуна Бородінського району Ізмаїльської області перейменували на село Слобідка і Мінчунську сільраду назвали Слобідська.
12 червня 2020 року, відповідно до Розпорядження Кабінету Міністрів України від № 724-р «Про визначення адміністративних центрів та затвердження територій територіальних громад Одеської області», увійшло до складу Тарутинської селищної територіальної громади.
19 липня 2020 року, в результаті адміністративно-територіальної реформи і ліквідації Тарутинського району, село увійшло до складу новоутвореного Болградського району.

## Населення
Згідно з переписом УРСР 1989 року чисельність наявного населення села становила 337 осіб, з яких 158 чоловіків та 179 жінок.
За переписом населення України 2001 року в селі мешкало 290 осіб.

### Мова
Розподіл населення за рідною мовою за даними перепису 2001 року:
| Мова       | Чисельність | Відсоток |
| ---------- | ----------- | -------- |
| російська  | 132         | 45,67%   |
| румунська  | 104         | 35,99%   |
| українська | 27          | 9,34%    |
| болгарська | 19          | 6,57%    |
| гагаузька  | 3           | 1,04%    |
| інші       | 4           | 1,39%    |
| Усього     | 289         | 100%     |